# Jaren Lewison
 (juillet 2023).
Si vous disposez d'ouvrages ou d'articles de référence ou si vous connaissez des sites web de qualité traitant du thème abordé ici, merci de compléter l'article en donnant les références utiles à sa vérifiabilité et en les liant à la section « Notes et références ».
Jaren Lewison est un acteur américain, né le 9 décembre 2000. Il est surtout connu pour avoir incarné Ben Gross dans la série télévisée Mes premières fois (Never Have I Ever).

## Biographie
Jaren Lewison naît le 9 décembre 2000. Il grandit à Dallas, au Texas, dans une famille juive. Il a une sœur nommée Mikayla. Pendant 14 ans, il fréquente la Levine Academy, une école de jour juive conservatrice. 
En 2019, Lewison commence à étudier à l'université de l'Université de Californie du Sud (University of Southern California - USC), où il obtient en 2022 un diplôme en psychologie.
Dans la série Mes premières fois (Never Have I Ever), il incarne un des rôles principaux, celui de Ben Gross.